# Wide Extended Graphics Array

Grafico comparativo delle varie modalità di visualizzazione standard.

La risoluzione Wide Extended Graphics Array più conosciuta con Wide XGA o più semplicemente WXGA (1280x768) deriva dalla risoluzione eXtended Graphics Array (XGA) 1024×768 ampliandone però la visuale orizzontale così da avere un aspect ratio di 16:9.
In realtà non si tratta di una ben precisa risoluzione standard, quanto piuttosto di un insieme di risoluzioni non standard.
In questa tabella possiamo vedere le risoluzioni più comuni che normalmente vengono chiamate WXGA.
| Risoluzione | Utilizzo            | rapporto d'aspetto |
| ----------- | ------------------- | ------------------ |
| 1280×720    | Monitor PC e Laptop | 16:9               |
| 1280×768    | Monitor PC e Laptop | 16:9,6 (5:3)       |
|             |                     |                    |
| 1280×800    | Monitor PC e Laptop | 16:10              |
| 1360×768    | TV LCD o Plasma     | 16:9 (circa)       |
| 1366×768    | TV LCD o Plasma     | 16:9               |
| 1440×900    | Monitor PC e Laptop | 16:10              |

La risoluzione di 1366×768 è la risoluzione più frequentemente adottata dai televisori HD ready, sia LCD che plasma, e consente una visualizzazione nativa dello standard video 720p.
Nei laptop il termine WXGA faceva riferimento (2006) essenzialmente alla risoluzione 1280×800 con un rapporto d'aspetto di 16:10 adottata sui sistemi di fascia medio bassa indirizzati verso un utilizzo multimediale.

## WXGA+
Oggi (2008) con la risoluzione WXGA, si intende essenzialmente la risoluzione di 1440×900 anche se qualche produttore utilizza il termine WXGA+ per indicare questa risoluzione.